# The Neon God, Pt. 2: The Demise
Albums de WASP
The Neon God - Part 1 : The Rise
(2004) Dominator
(2007)
The Neon God, Pt. 2: The Demise, est le 12e album studio du groupe de heavy metal WASP, sorti en septembre 2004. Il est la suite de l'album The Neon God - Part 1 : The Rise, sorti en avril de la même année.

## Titres
| No | Titre                         | Durée |
| -- | ----------------------------- | ----- |
| 1. | Never Say Die                 | 4:40  |
| 2. | Resurrector                   | 4:25  |
| 3. | The Demise                    | 4:01  |
| 4. | Clockwork Mary                | 4:19  |
| 5. | Tear Down The Walls           | 3:40  |
| 6. | Come Back To Black            | 4:49  |
| 7. | All My Life                   | 2:35  |
| 8. | Destinies To Come (Neon Dion) | 4:35  |
| 9. | The Last Redemption           | 13:39 |